# Damaskin (Grdanički)
Damaskin, imię świeckie Dragutin Grdanički (ur. 1892 w Leskovacu, zm. 7 października 1969 w Belgradzie) – serbski biskup prawosławny.

## Życiorys

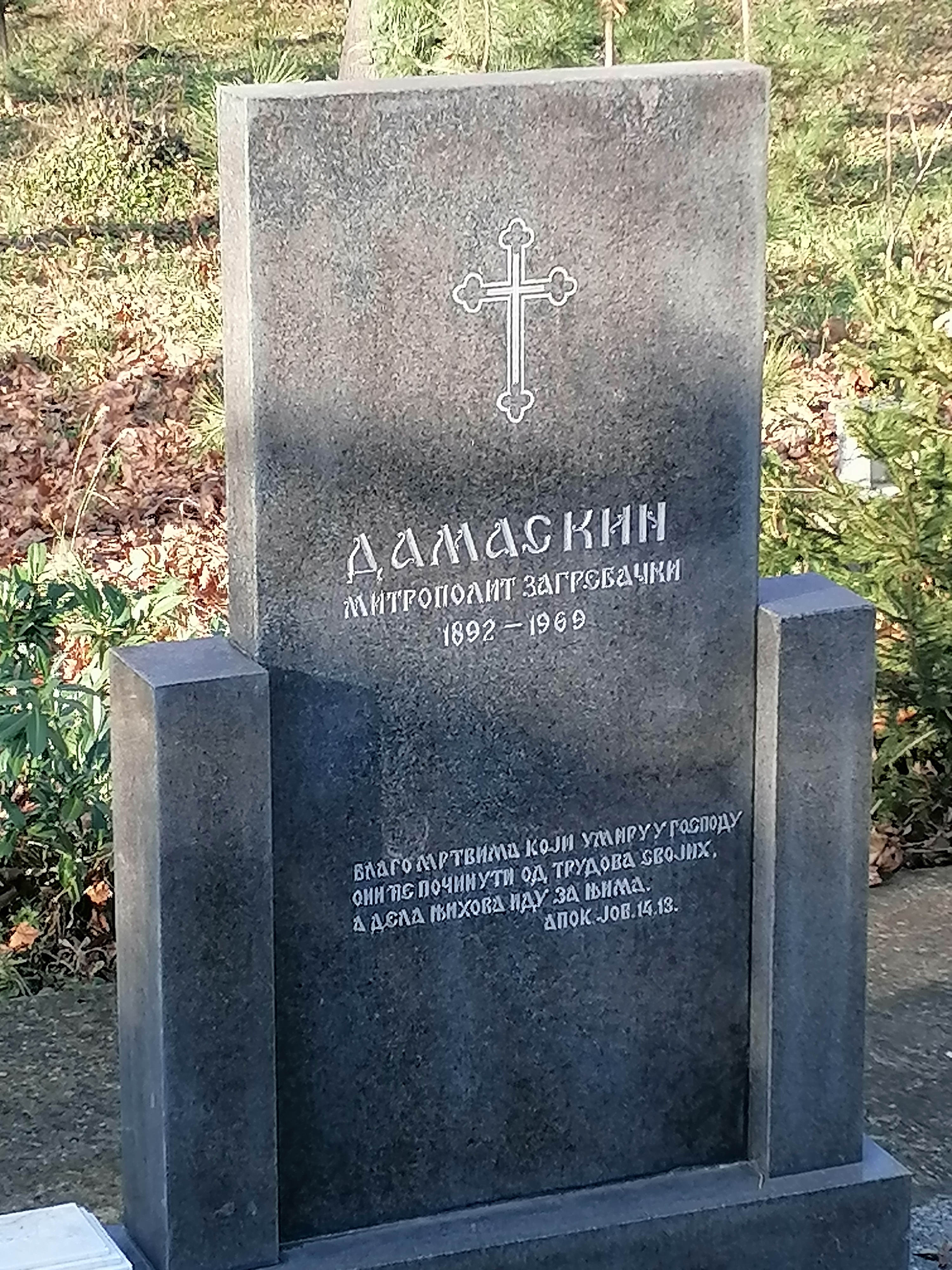

Ukończył seminarium duchowne w Belgradzie, a następnie Petersburską Akademię Duchowną. Studia teologiczne kontynuował we Fryburgu, gdzie uzyskał stopień naukowy doktora. W 1913 został wyświęcony na hierodiakona. Rok później został hieromnichem i proboszczem etnicznie serbskiej parafii w Oksfordzie. Następnie wrócił do Belgradu i pracował jako wykładowca seminarium duchownego w Belgradzie oraz wydziału teologicznego Uniwersytetu Belgradzkiego i sekretarz Patriarchatu Serbskiego.
30 listopada 1931 przyjął chirotonię biskupią i objął urząd biskupa mukaczewsko-preszowskiego. Po siedmiu latach został przeniesiony na katedrę amerykańsko-kanadyjską, zaś w 1939 został biskupem banackim. W 1947 został zwierzchnikiem metropolii zagrzebskiej. Do 1951 łączył urząd z obowiązkami locum tenens eparchii pakrackiej.
Autor prac z zakresu teologii pastoralnej, homiletyki i liturgiki. Prowadził samodzielne studia nad muzyką cerkiewną, po jego śmierci wydano drukiem gromadzone przez niego przez całe życie pieśni cerkiewne. Zmarł w Belgradzie i został pochowany w monasterze Wprowadzenia Matki Bożej do Świątyni.